# Tantilla cascadae
Tantilla cascadae är en ormart som beskrevs av Wilson och Meyer 1981. Tantilla cascadae ingår i släktet Tantilla och familjen snokar. IUCN kategoriserar arten globalt som otillräckligt studerad. Inga underarter finns listade i Catalogue of Life.
Arten är endast känd från en individ som hittades i delstaten Michoacan i västra Mexiko. Fyndplatsen ligger 1430 meter över havet. Området är täckt av lövfällande skogar med ekar och tallar. I närheten finns aktiva vulkaner. Antagligen gräver Tantilla cascadae ofta i marken. Honor lägger troligtvis ägg som hos andra släktmedlemmar.